# Acalolepta puncticeps
Acalolepta puncticeps là một loài bọ cánh cứng trong họ Cerambycidae.